# ウスター
ウスター（Worcester、発音： /ˈwʊstər/）は、イングランド、ウスターシャー州の中心都市で、同州の州都である。難読の地名であり、ウースターの日本語表記も世界地図などで多く見られる。バーミンガムから南西に約48km、グロスターから北に約47kmの場所にある。市内中央部をセヴァーン川が流れており、それを見下ろすようにウスター大聖堂がそびえ立っている。
調味料のソース発祥の地であり、ウスターソースの語源でもある。

## 歴史
古代ローマ期から集落が営まれ、サクソン人の城砦が築かれるなど古い歴史をもつ。司教座が置かれたのは680年のことである。中世には羊毛や皮革の交易で栄えた。
7世紀を起源とするウスター大聖堂はウスターで作られた司教区（ウスター教区）の母聖堂になり、歴代のウスター司教により建設が進められた。またウスター司教から聖人を輩出、ドゥンスタン、オズワルド・オブ・ウスター、ウルフスタンの3人が聖人になっている。
清教徒革命（イングランド内戦）の初戦と最後の戦闘がウスターで勃発、1642年9月23日のパウィック橋の戦いがイングランド内戦における議会派と王党派の最初の小競り合いであり、王党派の軍人でチャールズ1世の甥でもあるルパート（後のカンバーランド公）が勝利した。それから9年後の1651年9月3日のウスターの戦いで、チャールズ2世が王党派やスコットランド軍と共にウスターへ入ったため、町は議会派のオリバー・クロムウェル率いるイングランド共和国軍に包囲され戦場と化した。戦いはクロムウェルの勝利に終わり、内戦も事実上終結した。
18世紀後半からは手袋製造と陶磁器生産が発展し、19世紀初頭にはイギリスで最大の手袋生産地に成長した。陶磁器も1789年にウスター窯が王室御用達となり、ロイヤルウースター磁器の産地として名声を博してきた。だが後にロイヤルウースターは拠点をウスターからスタッフォードシャーのストーク＝オン＝トレントへ移転、ロイヤルウースターが去った後のウスターには作品を展示した博物館が建てられている。

## ウスター大聖堂

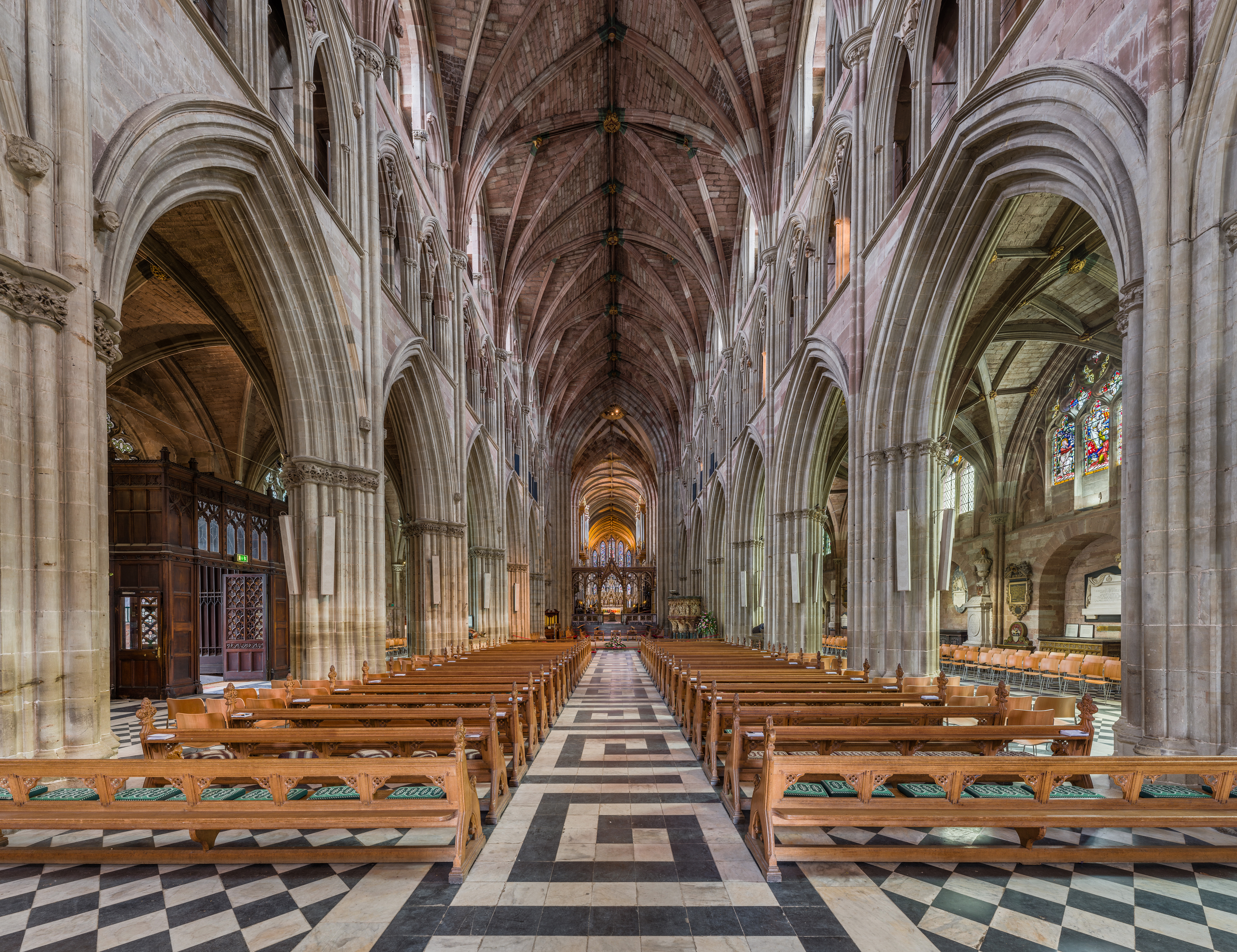
ウスター大聖堂の身廊

ウスター大聖堂（Worcester Cathedral）、正式名称「キリストならびに処女マリア主教座聖堂」（Cathedral Church of Christ and the Virgin Mary）は、ウスターにあるイングランド国教会の大聖堂である。
大聖堂は1084年に工事が始まり、おそらく1092年までにクリプトと内陣が完成していた。大聖堂の地下納骨堂は、イギリス最大であるノルマン様式のクリプトである。身廊はノルマン様式で建てられたというが、現在では様々な様式が複雑に入り組んでいる。回廊の東側には円形の12世紀のチャプター・ハウスがある。建物の最長約130m、幅44m、美しい14世紀の中央塔は高さ62mある。19世紀の改修工事を行ったのはジョージ・ギルバート・スコットであった。
聖歌隊席と高祭壇の間に、ジョン王の墓がある。同王の墓像は、イギリス国内にあるイングランド王の墓像では最古のものとしても知られる。
高祭壇の北側には、アーサー王子の墓とチャントリー・チャペルがある。アーサーはヘンリー7世と王妃エリザベス・オブ・ヨークの長子で、キャサリン・オブ・アラゴンを妻にしたが、1502年に15歳で死亡、早世を嘆いた母エリザベスによりチャペルが建てられた。残されたキャサリンは、アーサーの弟である第2王子ヘンリー（後のヘンリー8世）と婚約し、ヘンリーの即位により王妃となった。
毎年7月にウスター、グロースター、ヘレフォードの3都市の大聖堂が もちまわりで開催する合唱祭「スリー・クワイア・フェスティバル（Three Choirs Festival）」において、この大聖堂はウスター地区の会場となっている。

## 交通
ウスターはロンドンから180kmの地点にある。

## 姉妹都市
- クレーヴェ、ドイツ
- ウースター、マサチューセッツ州、アメリカ合衆国
- ル・ヴェジネ、フランス

## 出身人物
- ウィリアム・モリス - モーリス自動車創設者、慈善家
- エドワード・エルガー - イギリスの作曲家。ウスター近郊に生まれ、晩年にウスターで暮らした。
- ハンナ・スネル - イングランドの女性兵士
- フィリップ・ヘンリー・ゴス - イングランドの自然学者、科学作家